# Neodecansäure
Die Neodecansäure ist ein Isomerengemisch verschiedener verzweigtkettiger Fettsäuren. Wie die isomere, jedoch linearkettige, Decansäure haben auch sie die Summenformel C10H20O2.

## Darstellung
Neodecansäure wird in einer Hydrocarboxylierung eines Olefingemischs von verzweigten Nonenen mit Kohlenstoffmonoxid und Wasser in Gegenwart eines Säurekatalysators unter erhöhtem Druck und Temperatur synthetisiert. Im ersten Schritt wird durch Protonierung ein tertiäres Carbonium-Ion gebildet, an das sich Kohlenstoffmonoxid anlagert. Durch Hydrolyse entsteht die freie Koch-Säure und das Proton wird wieder vom sauren Katalysator aufgenommen.
Unter den Bedingungen der Koch-Reaktion erhält man durch eine Doppelbindungsverschiebung beim Ausgangsolefin und einer Umlagerung des Kohlenstoffgerüsts ein Isomerengemisch. Die Isomerenverteilung hängt sowohl von der Zusammensetzung des Ausgangsolefins, als auch von den Reaktionsbedingungen ab.
Das verwendete Nonen-Gemisch wird durch Oligomerisierung von Propen hergestellt. Dabei entsteht das eigentlich zu erwartende 4,6-Dimethyl-2-hepten nur im geringen Umfang, vielmehr entsteht durch die dabei auftretenden Umlagerungen ein komplexes Gemisch von Olefinen, meist tri- und tetrasubstituierten Monoolefinen.

## Eigenschaften
Der Flammpunkt liegt bei 201 °C; 105 °C (geschlossener Tiegel), mit Luft können explosive Gemische entstehen.

## Verwendung
Neodecansäure dient vor allem als Zwischenprodukt in der chemischen Industrie zur Herstellung von organischen Grundchemikalien. Endanwendungen sind als Schmierstoff bzw. Schmierstoffadditiv, als Additiv in Lacken und Beschichtungen, sie dient der Korrosionshemmung und pH-Regulierung. Weiterhin wird sie als Katalysator und Trocknungsmittel eingesetzt. Neodecansäure fließt ein in die Herstellung von synthetischem Kautschuk, Schmierölen und -fetten, von Farben (inkl. Druckfarben) und Beschichtungen. Auch findet die Säure Anwendung in der Landwirtschaft, z. B. um Baumwollpflanzen vor der Ernte zu entlauben bzw. deren Blätter abzuwelken, damit die Baumwolle besser mit Maschinen geerntet werden kann. Sie wird auch oft verwendet, um Seltene Erden zu extrahieren. Zur Gewinnung von Cobalt und Nickel wird die Säure ebenfalls genutzt.

## Sicherheitshinweise
Die Substanz ist korrosiv und verursacht schwere Hautreizungen sowie schwere Augenverletzungen. Ein kurzer Kontakt kann zu Hautverätzungen zweiten und dritten Grades führen; Dämpfe oder Nebel können schwere Augen- und Rachenreizungen bis hin zu Verletzungen an Auge und Atemwegen verursachen. Auch die Haare können geschädigt werden und müssen daher beim Umgang mit der Säure geschützt werden.

## Komponenten
Als charakteristische Komponenten der Neodecansäure-Isomerenmischung führt das Global Substance Registration System (GSRS) folgende Säuren auf:

2,2-Dimethyloctansäure[S 1]
2,2-Diethylhexansäure[S 2]
2,5-Dimethyl-2-ethylhexansäure[S 3]
2,2,3,5-Tetramethylhexansäure[S 4]
2,4-Dimethyl-2-isopropylpentansäure[S 5]

## Handelsnamen
Versatic-Säure, Versaticsäure, Versatic-10-Säure, Versatic-10 (Shell), in den USA unter Neo acids (Exxon).